# Yelinda (peuple)
Pour les articles homonymes, voir Yelinda.
Les Yelinda sont une population de langue bantoue vivant au centre-sud du Cameroun, dans le département du Nyong-et-Mfoumou et l'arrondissement d'Akonolinga, dans des villages tels que Abem, Akoua, Eboa, Metondok, Ndibi, Ngalla ou Ngollé. 

## Population
En 1933, une étude de l'administration coloniale les rattache au rameau Fang, évalue leur nombre à 2 710, mais les situe autour de Nanga-Eboko.
En 1961, leur nombre est estimé à 3 134 dans l'arrondissement d'Akonolinga.
En 2008, Belinga Ngoa Célestin, chef du groupement Yelinda, indique que ce groupement compte neuf chefferies de 3e degré pour une population globale de 8 000 habitants.

## Langue
Ils parlent le yelinda, un dialecte du beti.